# 1229

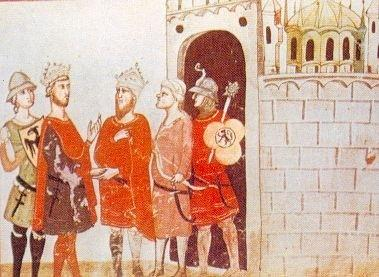
Frederik II en Al-Kamil in onderhandeling

Het jaar 1229 is het 29e jaar in de 13e eeuw volgens de christelijke jaartelling.

## Gebeurtenissen
februari
- 10 - Vrede van Jaffa: Verdrag tussen keizer Frederik II en sultan al-Kamil van Egypte. De christenen krijgen volledig vrije bewegingsvrijheid in Palestina. Besluit van de Zesde Kruistocht.

maart
- 18 - Keizer Frederik II laat zich in Jeruzalem tot koning van het koninkrijk Jeruzalem kronen.

- voorjaar - Hendrik II van Namen sterft en wordt opgevolgd door zijn zuster Margaretha

mei
- 1 - Keizer Frederik II keert vanuit Akko terug naar Duitsland.

juni
- 3 - Keizer Hendrik VII geeft het Graafschap Namen niet in leen aan Margaretha maar aan gravin Johanna van Vlaanderen.
- 10 - Graaf Hendrik I van Brabant verleent voor drie jaar de Stadskeure van Brussel om de factiestrijd aldaar te bedaren.
- 12 - Verdrag van Meaux (of Verdrag van Parijs): Einde van de Tweede Albigenzische Kruistocht. Graaf Raymond VII van Toulouse staat Languedoc en andere gebieden af aan de Franse kroon, laat zijn dochter trouwen met de Franse kroonprins en moet de vervolging van katharen op zijn grondgebied accepteren.

juli
- 10 - De eerste Stadskeure van Brussel wordt gegeven door hertog Hendrik I van Brabant en zijn zoon. Het 51 artikelen tellende document is overwegend strafrechtelijk van aard en bekrachtigt het bestaan van een gewoonterechtsgebied onder een Brusselse schepenbank.

augustus
- 30 - Rudolf weet Coevorden weer in te nemen

september
- 6 - Koning Jacobus I van Aragon vertrekt vanuit de haven van Salou naar Mallorca om dit eiland te heroveren op de Moren.
- 12 - Jacobus landt bij Santa Ponça en verovert Mallorca

zonder datum
- Aboe Zakariya, de gouverneur van Tunesië, verklaart zich onafhankelijk van de Almohaden. Begin van het rijk der Hafsiden.
- De Universiteit van Toulouse wordt opgericht.
- Op een khuriltai wordt vastgesteld dat Ögedei zijn vader Dzjengis Khan zal opvolgen als leider van de Mongolen
- Slag bij Olustra: De zesjarige koning Erik XI van Zweden wordt afgezet en opgevolgd door Knoet II.
- Hendrik I van Brabant geeft zijn aanspraken op graafschap Moha op, waarmee dit definitief deel wordt van het prinsbisdom Luik.
- Esslingen wordt een rijksstad, zie Rijksstad Esslingen.
- stadsrechten: Diest, Geldern
- kloosterstichting: Zennewijnen
- Na een schending van haar privileges door de politie, sluit de universiteit van Parijs voor twee jaar.
- Begin van de bouw van de eerste stadsmuur van Maastricht. (vermoedelijke jaartal)
- Het hospitaal Ten Walle in Torhout wordt gesticht. (vermoedelijke jaartal)
- Het terrein van het Binnenhof wordt door graaf Floris IV van Holland aangekocht. (onzeker)
- oudst bekende vermelden: Kamnik, Pellenberg, Zuurbemde

## Opvolging
- Gelre en Zutphen - Gerard III opgevolgd door zijn zoon Otto II
- Luik - Hugo II van Pierrepoint opgevolgd door Johan II van Rummen
- Mongolen (grootkan) - Tolui opgevolgd door zijn broer Ögedei
- Thouars - Hugo I opggevolgd door zijn broer Raymond I
- Venetië (doge) - Pietro Ziani opgevolgd door Jacopo Tiepolo
- Zweden - Erik XI opgevolgd door Knoet II

## Afbeeldingen

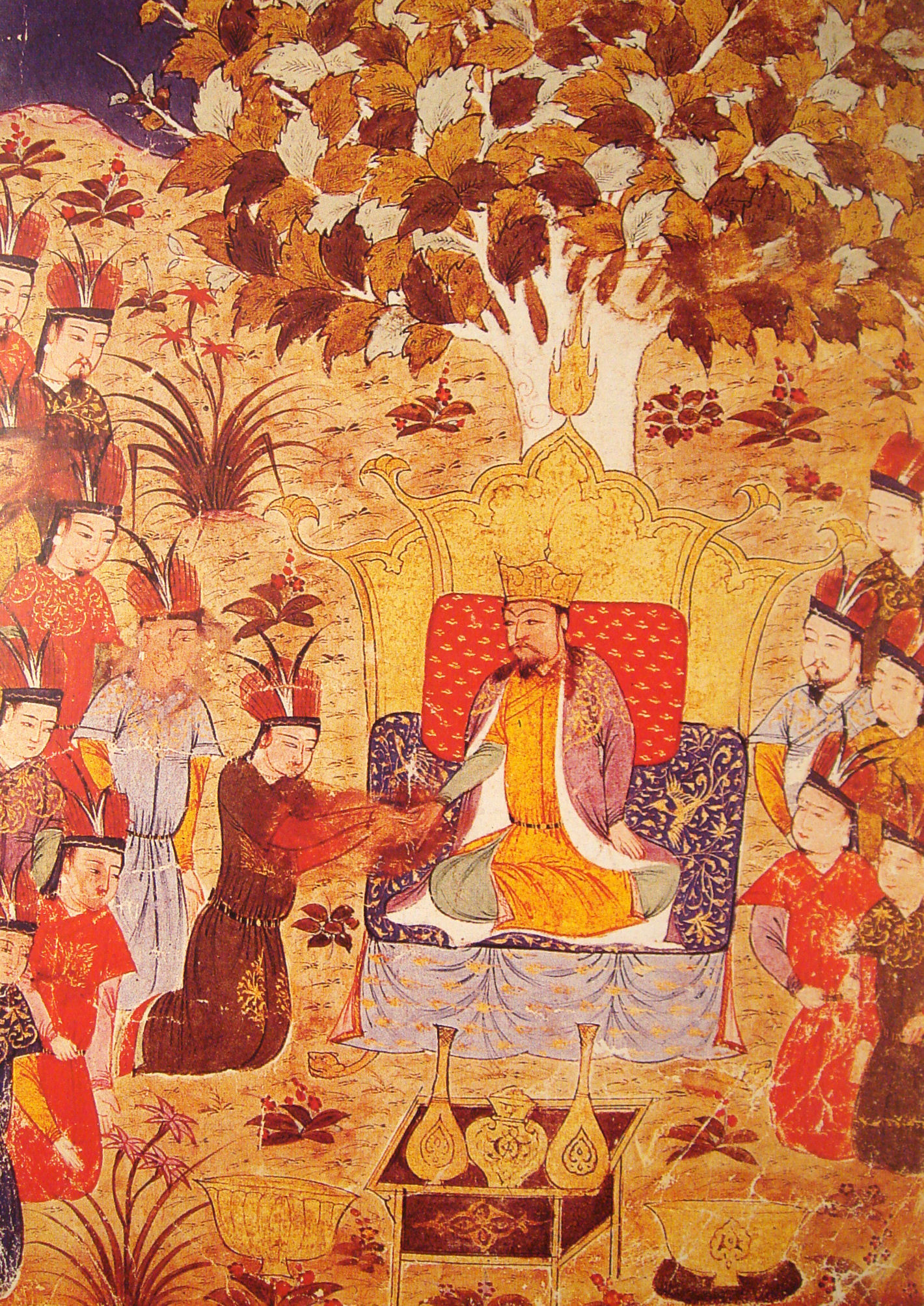
Kroning van Ögedei
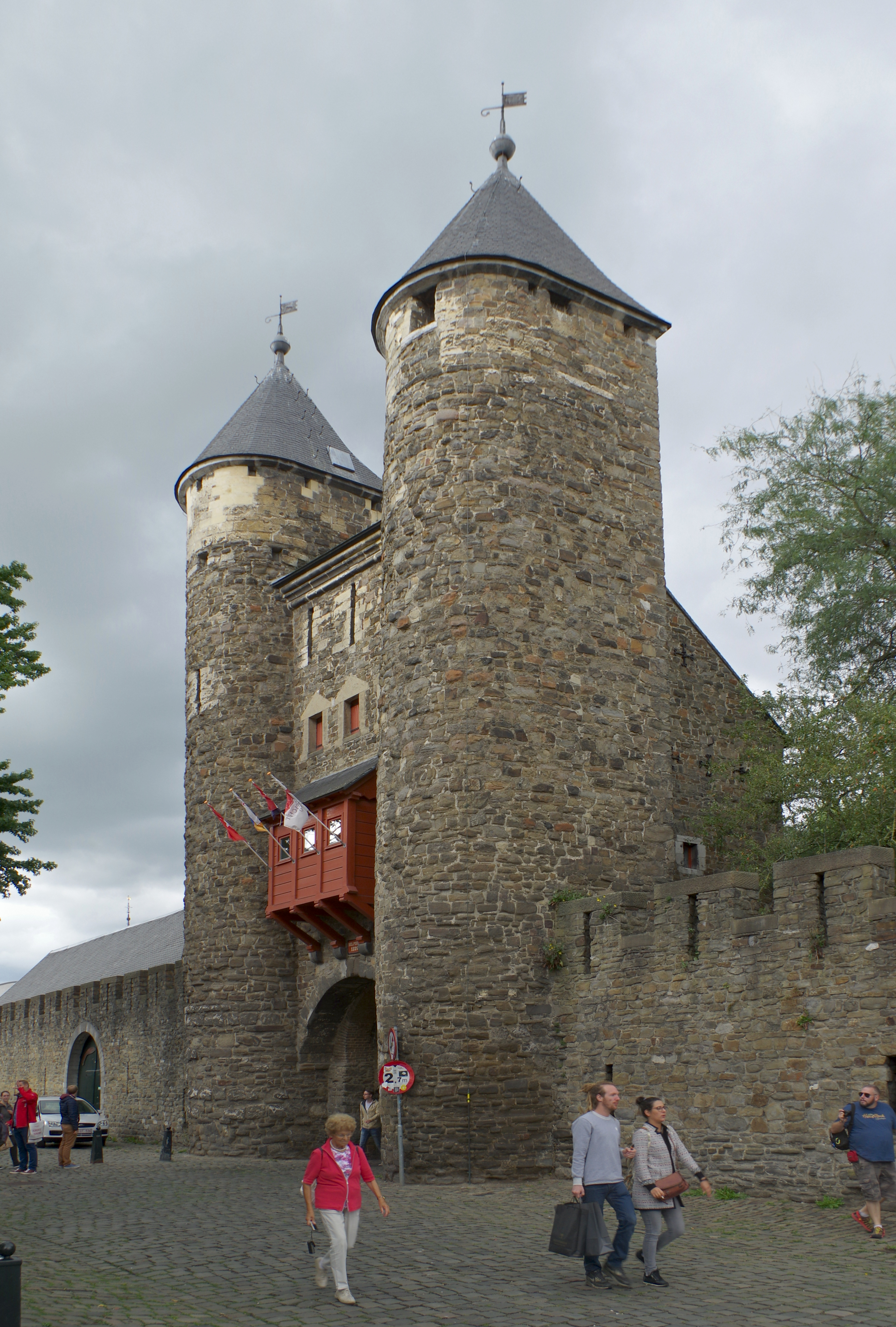
De Helpoort, onderdeel van de eerste stadsmuur van Maastricht
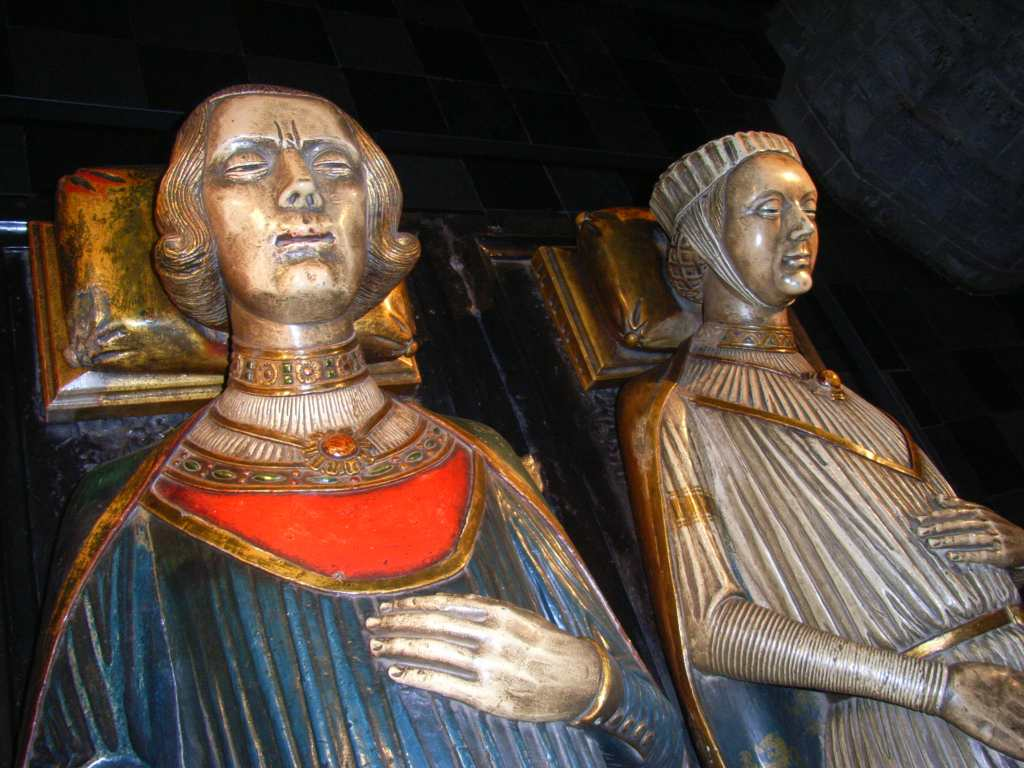
Gerard III van Gelre en zijn vrouw

## Geboren
- 13 april - Lodewijk II, hertog van Beieren en paltsgraaf aan de Rijn (1253-1294)
- Johan I van Holstein-Kiel, Duits edelman (jaartal bij benadering)
- Thibaud Gaudin, grootmeester der Tempeliers (jaartal bij benadering)

## Overleden
- 17 januari - Albert van Riga (~63), bisschop van Lijfland
- 13 maart - Sancha van Portugal (~48), Portugees prinses en kloosterstichtster
- 1 april - Abraham van Bulgarije, Wolga-Bulgaars christelijk martelaar
- 4 april - Hugo II van Pierrepont, prinsbisschop van Luik
- 25 april - Herman II van Lippe (~43), Duits edelman
- 22 oktober - Gerard III, graaf van Gelre en Zutphen
- Hugo I van Thouars, Frans edelman
- Wartyslaw I van Pommerellen, Pools edelman
- Willem II van Béarn, Frans/Aragonees edelman